# Waag (Hückeswagen)
Waag, bis in das 19. Jahrhundert auch Oberwaag, ist eine ehemalige Hofschaft und heutige Ortslage in Hückeswagen im Oberbergischen Kreis im Regierungsbezirk Köln in Nordrhein-Westfalen (Deutschland).

## Lage und Verkehrsanbindung
Waag liegt westlich des Stadtkerns von Hückeswagen bei dem größeren Stadtteil Wiehagen an der Kreuzung der Wiehagener Straße mit den Straßen Erlensterz (als Kreisstraße K1 qualifiziert) und der August-Lüttgenau-Straße. Die ursprünglich aus den vier Wohnplätzen Oberwaag, Hartloffswaag, Trostwaag und Tillmannswaag bestehende Ortslage ist heute zum Großteil in der geschlossenen Wohnbebauung entlang der oben genannten Straßen aufgegangen, die hier durch die Wohnstraße Am Waag erschlossen ist. Einer der Waager Wohnplätze ist aber heute noch abseits der Bebauung einzelstehend.
Weitere Nachbarorte sind die Hückeswagener Kernstadt, Pixwaag, Erlensterz, Brunsbach, Wiehagerhöhe, Raspenhaus und die Schnabelsmühle.

## Geschichte
1532 wurde der Ort das erste Mal in einer Einwohnerliste Hückeswagens urkundlich erwähnt. Die Schreibweise der Erstnennung war to der Wage. Die Entstehung dürfte aber auf vor dem Jahr 1297 zu datieren sein, da (Ober-)Waag als Abspliss von Pixwaag (Niederwaag) bis in das 19. Jahrhundert hinein kurmedig war, aber nach 1297 keine Höfe in Hückeswagen mehr kurmedepflichtig wurden. Die Karte Topographia Ducatus Montani aus dem Jahre 1715 zeigt den Hof als Waag. Im 18. Jahrhundert gehörte der Ort zum bergischen Amt Bornefeld-Hückeswagen. Nach der Kellnereirechnung von 1757/1766 war der Hof Oberwaag nur 22 Morgen 44 Ruthen groß.
Oberwaag gehörte um 1767 dem Tuchfabrikanten Johann Wilhelm Bockhacker, der bis 1790 als „Vorsteher“ und „Ältester“ der Kirchengemeinde genannt wird. Nach ihm wurde Waag auch Bockhackers Waag genannt. Im 18. Jahrhundert gehörte der Ort zum bergischen Amt Bornefeld-Hückeswagen. 1815/16 lebten 36 Einwohner im Ort. 1828 lösten die Besitzer Johann Jungfernbroich, Christian Hartloff und J. P. Troost das Kurmut endgültig ab. Kurz darauf zerspliss (Ober-)Waag in die Wohnplätze Hartloffswaag (ab 1809), Trostwaag (ab 1810), Oberwaag (ab 1845) und Tillmannswaag (ab 1859 durch Verkauf ab einen Gottfried Tillmann).
1832 gehörte Waag der Berghauser Honschaft an, die ein Teil der Hückeswagener Außenbürgerschaft innerhalb der Bürgermeisterei Hückeswagen war. Der laut der Statistik und Topographie des Regierungsbezirks Düsseldorf als Weiler kategorisierte Ort besaß zu dieser Zeit fünf Wohnhäuser und ein landwirtschaftliches Gebäude. Zu dieser Zeit lebten 54 Einwohner im Ort, 17 katholischen und 37 evangelischen Glaubens.
In Hartloffswaag stand bis Mai 1949 ein strohgedecktes Haus aus der Zeit um 1650, das aus Gründen der Baufälligkeit abgetragen wurde. Troostwagg war 123 Ruthen groß. Der Sohn von Johann Peter Troost, Peter Troost, betrieb in seinem Haus um 1864 eine Brauerei, in der Bier nach bayerischer Brauart gebraut wurde. Das Gut Oberwaag war 278 Morgen groß und reichte bis in das Waldgebiet Erlensterz, wurde aber um 1830 parzelliert und die Ländereien an umliegende Wohnplätze verkauft. Tillmannswaag war bis in das erste Drittel des 20. Jahrhunderts eines der größten Güter Hückeswagens und umfasste 1928 noch 29 Hektar (= 116 preußische Morgen).
Im Gemeindelexikon für die Provinz Rheinland werden für 1885 sechs Wohnhäuser mit 88 Einwohnern angegeben. Der Ort gehörte zu dieser Zeit zur Landgemeinde Neuhückeswagen innerhalb des Kreises Lennep. 1895 besitzt der Ort sechs Wohnhäuser mit 72 Einwohnern, 1905 fünf Wohnhäuser und 73 Einwohner.